# Premstätten
Premstätten – gmina targowa w Austrii, w kraju związkowym Styria, w powiecie Graz-Umgebung. Liczy 5784 mieszkańców (1 stycznia 2016).
Gmina powstała w 2015 roku z połączenia gmin Unterpremstätten i Zettling. Początkowo nosiła nazwę Unterpremstätten-Zettling, jednak w 2016 roku została przemianowana na Premstätten.